# Odontostomum hartwegii
Espèce
Odontostomum hartwegii est une espèce de plantes de la famille des Tecophilaeaceae, autrefois placée dans la famille des Liliaceae. Cette espèce est endémique du nord de la Californie, aux États-Unis.